# 1930 en combiné nordique
| Années du combiné nordique : 1927 - 1928 - 1929 - 1930 - 1931 - 1932 - 1933    |
| Décennies du combiné nordique : 1900 - 1910 - 1920 - 1930 - 1940 - 1950 - 1960 |

Cette page reprend les résultats de combiné nordique de l'année 1930.

## Festival de ski d'Holmenkollen

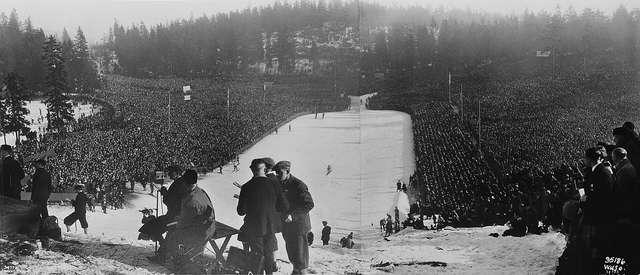
Le tremplin pendant les Championnats du monde.

L'édition 1930 du festival de ski d'Holmenkollen donna lieu au championnat du monde. 
L'épreuve de combiné fut remportée par le norvégien Hans Vinjarengen
devant ses compatriotes Leif Skagnæs, vice-champion, et deux ex æquo en troisième position Knut Lunde et Peder Belgum.
Il s'agit du premier ex æquo du festival de Holmenkollen et des championnats du monde.

## Jeux du ski de Lahti
L'épreuve de combiné des Jeux du ski de Lahti 1930 fut annulée.

## Championnat du monde
Le championnat du monde eut lieu à Oslo, sur les installations de Holmenkollen, pendant le festival de ski éponyme. 
L'épreuve de combiné fut remportée par le norvégien Hans Vinjarengen devant ses compatriotes Leif Skagnæs, vice-champion, et deux ex æquo en troisième position Knut Lunde et Peder Belgum. Il s'agit du premier ex æquo du festival de Holmenkollen et des championnats du monde.

## Championnats nationaux

### Championnat d'Allemagne
L'épreuve du championnat d'Allemagne de combiné nordique 1930 fut remportée par Erich Recknagel.

### Championnat de Finlande
Les résultats du championnat de Finlande 1930 manquent.

### Championnat de France
Les résultats du championnat de France 1930 manquent.

### Championnat d'Italie
Le championnat d'Italie 1930 fut remporté par Ernesto Zardini (it).

### Championnat du Japon
Heigoro Kuriyagawa (sv) remporte le championnat du Japon.

### Championnat de Norvège
Le championnat de Norvège 1930 se déroula à Trondheim, sur le Gråkallbakken.
Le vainqueur fut Odd Stageberg, suivi par le champion de l'année 1928, Ole Stenen, et par Christian Holmen (no).

### Championnat de Pologne
Le championnat de Pologne 1930 fut remporté par Karol Gąsienica Szostak (pl), du club SNPTT Zakopane.

### Championnat de Suède
Le championnat de Suède 1930 a distingué Sven Eriksson, du club Selångers SK ; il est à noter que ce champion suédois, qui deviendra champion du monde 1933, fut déjà champion de Suède en 1926 & 1927.
L'épreuve par équipes permit au IF Friska Viljor de conserver une nouvelle fois son titre de club champion.

### Championnat de Suisse
Le championnat de Suisse de ski 1930 a eu lieu à Engelberg, comme en 1908, 1916 et 1925.
Le champion 1930 fut Walter Bussmann, de Lucerne.